# Pyrausta pauperalis
Pyrausta pauperalis là một loài bướm đêm trong họ Crambidae.